# Фелікс Блох
Фе́лікс Блох (нім. Felix Bloch; 23 жовтня 1905, Цюрих — 10 вересня 1983, США) — американський фізик швейцарського походження.
Народився в Цюриху (Швейцарія).
1928 закінчив Лейпцизький університет, з 1932 — приват-доцент там же.
1933 емігрував до США.
З 1934 очолював кафедру теоретичної фізики Стенфордського університету.
1942—45 працював у лабораторії Лос-Аламос. Відомий працями з теорії магнетизму, квантової теорії кристалів (теорія зон) і нових методів вимірювання магнітних моментів ядер.
Нобелівська премія, 1952.